# Oriol Bohigas (Architekt)

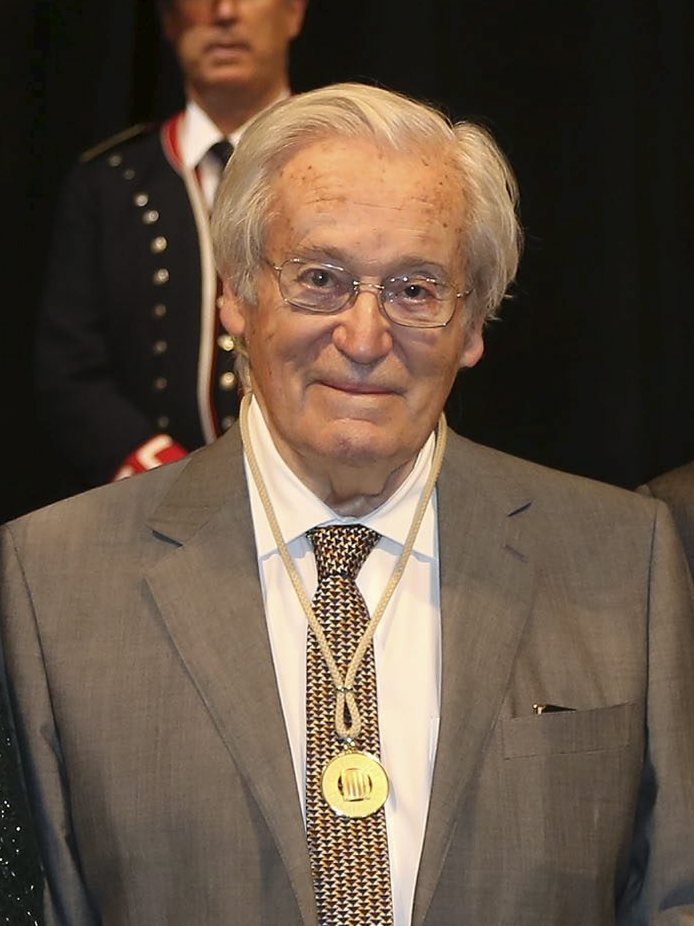
Oriol Bohigas (2013)

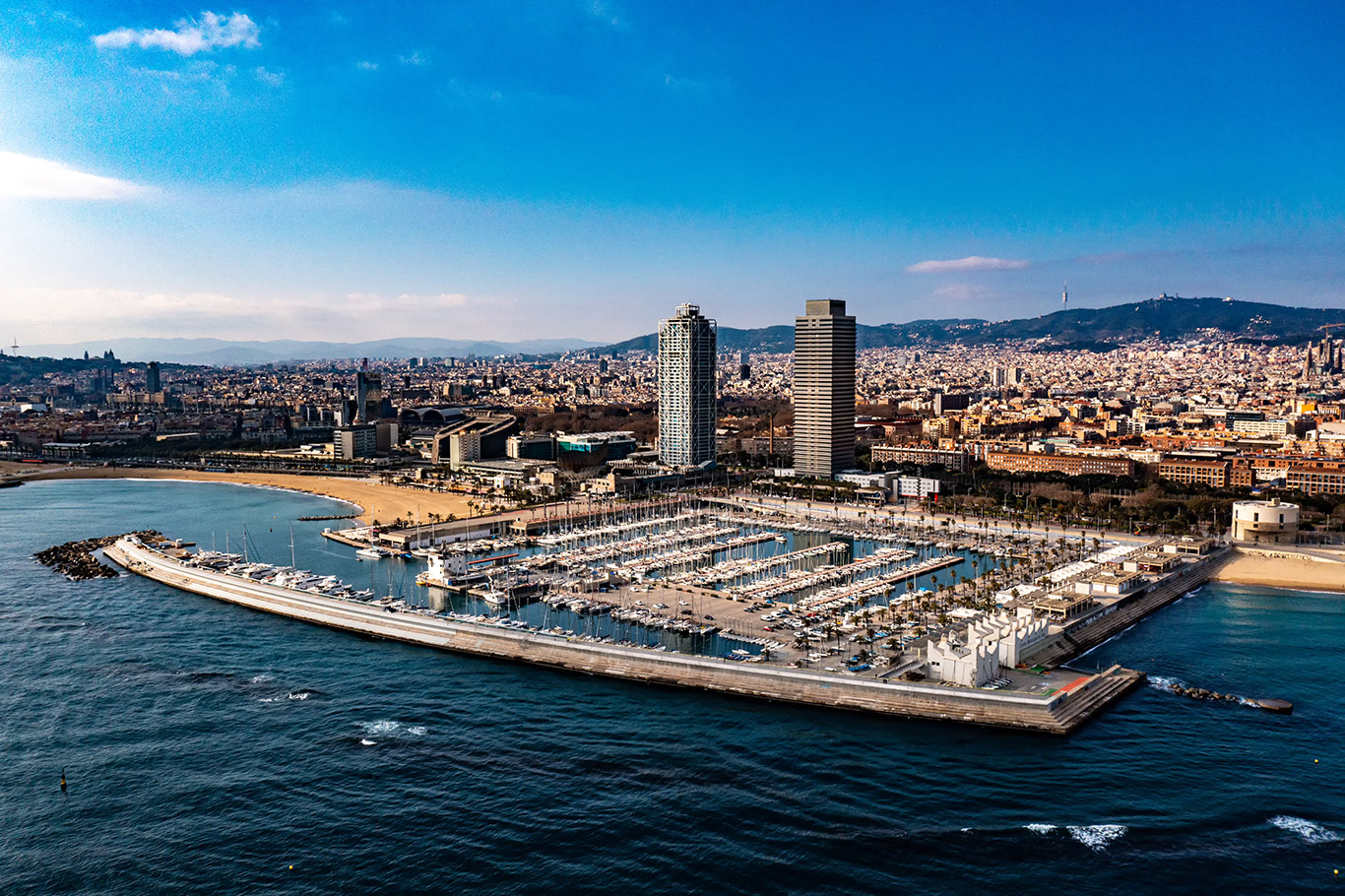
Olympiahafen und olympisches Dorf, entworfen von Oriol Bohigas

Oriol Bohigas i Guardiola (* 20. Dezember 1925 in Barcelona; † 30. November 2021 ebenda) war ein spanischer Architekt und Stadtplaner. Die Stadt Barcelona wurde von ihm für die Olympischen Sommerspiele 1992 weitgehend neu gestaltet.

## Leben
Oriol Bohigas studierte Architektur und wurde 1963 an der Escola Tècnica Superior d’Arquitectura (ETSAB) in Architektur promoviert. Er war eines der Gründungsmitglieder der Grup R (1953–1963). Ab 1951 arbeitete er in Partnerschaft mit Josep Martorell, ab 1962 mit David Mackay und ab 2000 mit Oriol Capdevila und Francesc Gual, sie bildeten das Büro MBM Arquitectes. Das Büro hat in 45 Jahren mehr als 500 Architektur-, Stadtplanungs- und Designprojekte für die Stadt Barcelona durchgeführt. Neben der Neuordnung des städtischen Umfeldes in Barcelona für die Olympiade 92 erstellte er zusammen mit Mackay und Albert Puigdomènech den Entwurf des olympischen Dorfes für die Olympiade 92. Für die Weltausstellung von Sevilla 1992 (Expo 92) entwarf er den Pavillon der Zukunft.
Ende 1964 organisierte er eine Unterschriftenaktion mit dem Ziel, den Bau der Basilika der Sagrada Família zu stoppen.
Von 1980 bis 1984 war er Delegierter der Stadtplanungsabteilung des Stadtrats von Barcelona und danach Stadtplanungsberater des Stadtrats. Von 1991 bis 1994 war er zudem Stadtrat für Kultur im Stadtrat von Barcelona. Er war Präsident der Fundació Joan Miró (1981–1988) und des Ateneu Barcelonés (2003–2011) sowie Gründungsmitglied der Verlagsgruppe Edicions 62.
Bohigas war von 1977 bis 1980 Rektor der Hochschule für Architektur ETSAB und hatte seit 1971 den Lehrstuhl für Komposition und Entwurf inne. Er schrieb regelmäßig Beiträge für verschiedene Zeitungen und Zeitschriften und veröffentlichte mehrere Bücher.
Oriol Bohigas i Guardiola starb Ende November 2021 im Alter von 95 Jahren in seiner Heimatstadt Barcelona. Er hatte seit 2015 an der Parkinson-Krankheit gelitten.

## Ehrungen und Auszeichnungen
- Goldmedaille für künstlerische Verdienste (Barcelona 1986)
- Medaille für Städtebau der Académie d’Architecture (Paris 1988)
- Sikkens-Preis (Rotterdam, 1989)
- Goldmedaille für Architektur des CSCAE (Madrid, 1990)
- Creu de Sant Jordi (Barcelona 1991)
- Ehrendoktorwürde der Technischen Universität Darmstadt (1992)
- Ehrendoktorwürde der Universidad Internacional Menéndez Pelayo (UIMP) (Santander 1995)
- Inhaber des Lehrstuhls ehrenhalber der Universitat Politècnica de Catalunya (UPC) (Barcelona 1995)
- Preis der Stadt Barcelona für internationale Projektion (Barcelona 1999),
- Nationale Architekturpreis (Madrid 2006)
- Goldmedaille des COAC (Barcelona 2007)
- Nationale Kulturpreis (Barcelona 2011)
- Goldmedaille der Generalitat de Catalunya (Barcelona 2013)
- Ehrenmitgliedschaft des Bund Deutscher Architektinnen und Architekten (BDA)
- Ehrenmitgliedschaft des American Institute of Architects (AIA)
- Ehrenmitgliedschaft des Royal Institute of British Architects (RIBA)

## Schriften
- Barcelona entre el plà Cerdà i el barraquisme, 1963
- Arquitectura modernista, 1968
- Contra una arquitectura adjetivada, 1969
- Arquitectura española de la segunda república, 1970
- Reseña y catálogo de la arquitectura modernista, 1972
- Proceso y erótica del Diseño (1972), Once arquitectos, 1976
- Reconstrucció de Barcelona, 1985
- Combat d’incertesteses. Dietari de records I, 1989
- Dit o fet. Dietari de records II, 1992
- El present des del futur, 1996
- Modernidad en la arquitectura de la España Republicana, 1998
- Del dubte a la revolució, 1998
- Contra la incontinencia urbana. Reconsideración moral de la arquitectura y la ciudad, 2004
- Passar Comptes. Dietari de records III, 2012